# Geografia Sloveniei

Harta Sloveniei

Slovenia este una dintre cele mai mici țări din lume, situată în partea centrală a Europei, întinzându-se pe o suprafață de numai 20.256 km2. Se învecinează cu:
- Ungaria (la nord-est): 102 km;
- Austria (nord): 330 km;
- Croația (sud , sud-est): 670 km;
- Italia (vest): 232 km.

Ieșirea la Marea Adriatică se face pe o porțiune redusă (47 km), în apropierea orașului italian Triest.

## Relief
Relieful Sloveniei este predominant muntos. În nord se află un sector al Alpilor (cu 145 vârfuri peste 2000 m, dintre care 31 depășesc 2500 m), respectiv Alpii Karawanken (vf. Grintavec 2558 m), între fluviile Drava și Sava, Alpii Iulieni (vf. Veliki Triglav 2864 m cel mai înalt din țară).
Slovenia centrală cuprinde depresiunea Ljubljana și Celje, care se continuă spre sud cu o regiune calcaroasă, aparținând Alpilor Dinarici, cu aspect în mare parte de platou. Podișul Karst se impune prin bogate forme specifice: avene, doline, polii, peșteri =(între care Postojna, una dintre cele mai mari și mai vizitate din Europa), cursuri subterane, izvoare intermitente, chei; care, studiate pentru prima oară în lume aici, au fost numite carstice.

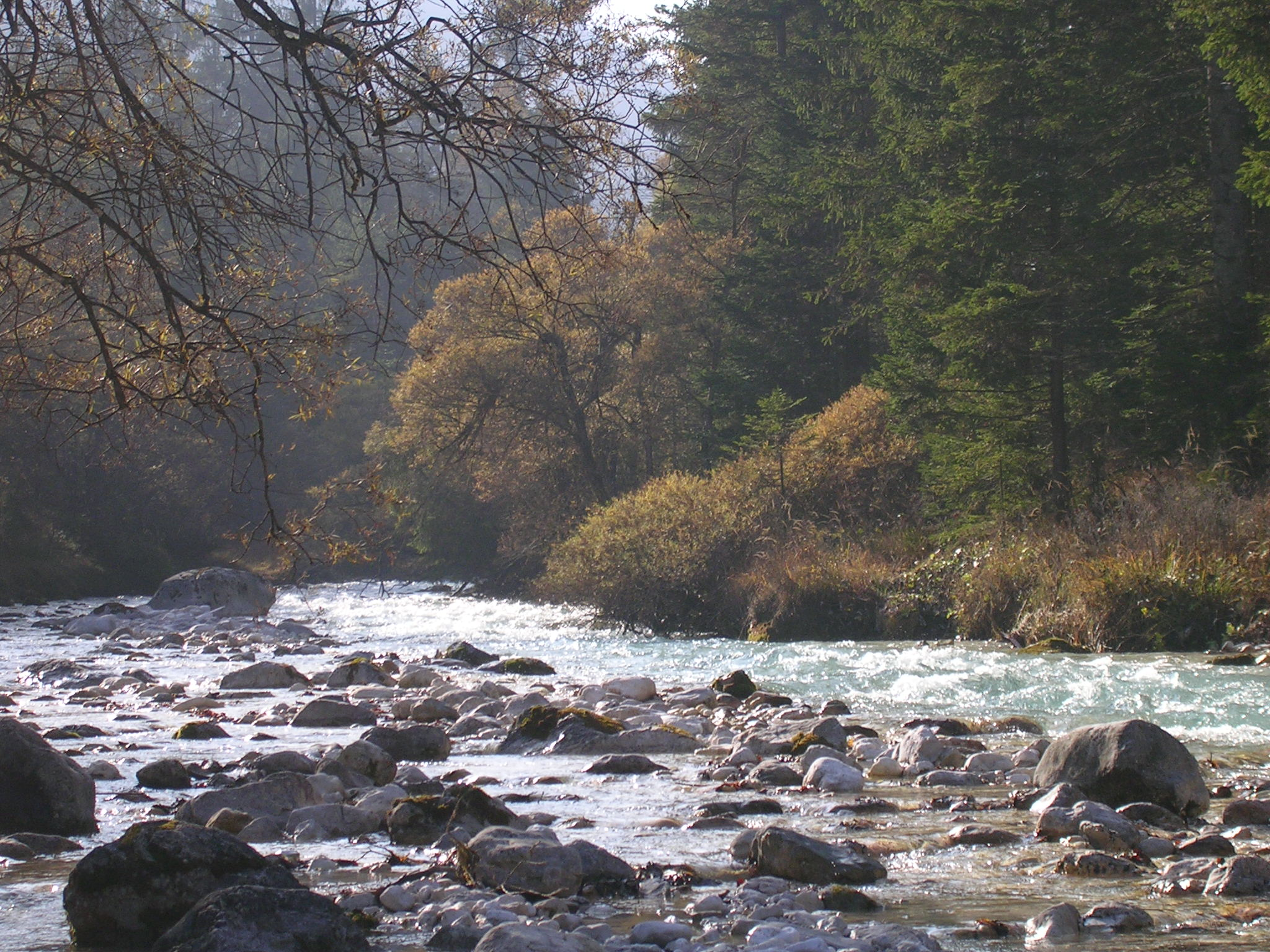
Râul Bistrica, Mojstrana, Slovenia

## Regiuni

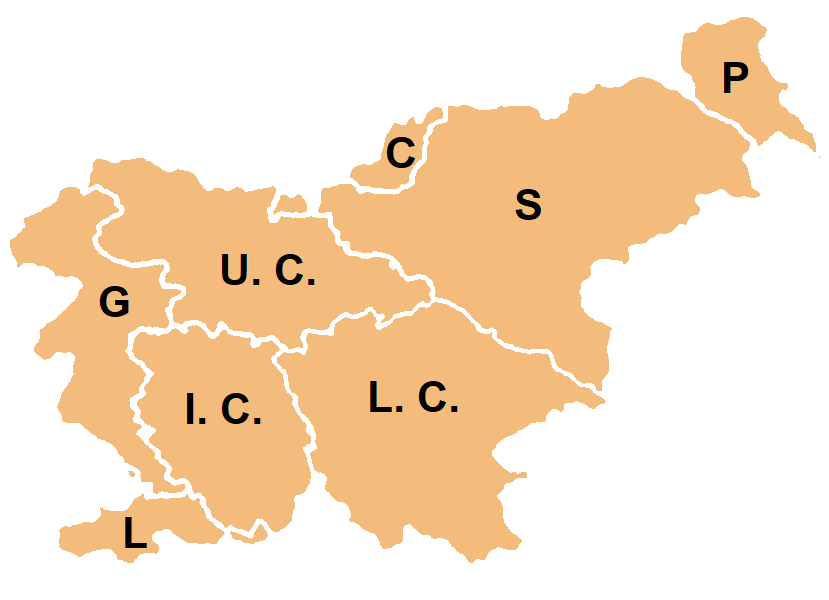
Regiunile tradiţionale

Slovenia, cu o suprafață de 20.273 km2, se împarte în 7 regiuni tradiționale:
| Nume       | Indicație pe hartă |
| ---------- | ------------------ |
| Dolenjska  | LC                 |
| Gorenjska  | UC                 |
| Notranjska | IC                 |
| Primorska  | G și L             |
| Prekmurje  | T                  |
| Koroška    | C                  |
| Štajerska  | S                  |

Dolenjska
Dolenjska este o regiune din sud-estul Sloveniei, care se întinde de la Ljubljana până la granița cu Croația (Gorjanci). Pe partea estică este mărginită de Sava, cea vestică se întinde până la Bloke și Kolpa.
Gorenjska
Gorenjska este o zonă muntoasă situată în nordul și nord-vestul Ljubljanei, între Karavanke, partea vestică a Alpilor Kamniško-Savinjske și estul Alpilor Iulieni. Cele mai mari orașe de pe întinderea sa sunt Kranj, Tržic, Škofja Loka, Kamnik și Domžale.
Notranjska
Aflată în partea sud-vestică a țării, Notranjska este cunoscută pentru numeroasele sale peșteri. Cele mai multe dintre acestea sunt situate în podișul Karst. În structura sa intră rocile calcaroase, iar platourile ajung până la altitudinea de 1700 m, formând un peisaj cu relief diferențiat, de depresiuni închise, doline și polii, în care apa se infiltrează creând imense rețele de apă subterană. De-a lungul timpului, sub acțiunea apelor au apărut o multitudine de pasaje și tuneluri. Cele mai cunoscute sunt Peștera Postonjska (adăpostește un animal rar numit "Cloveška ribica" sau "Olm") și Peștera Škocjanske. 
Primorska
Primorska este divizată în două părți: nord și sud, și are o importanță deosebită în economia țării, fiind singura regiune cu ieșire la Marea Adriatică. Cel mai important port este Koper. Spre deosebire de restul populatței locuitorii din această zonă își câștigă existența din pescuit și turism. 
Prekmurje
Prekmurje și-a primit denumirea dupa râul Mura. Regiunea este plată și favorizează practicarea agriculturii. Cei doi poli de putere sunt orașele Murska Sobota și Lendava. Regiunea se întinde pe o suprafață de 1000 km2,aproape 90.000 de oameni ocupand-o. În afară de sloveni, populația este formată și din minoritatea maghiară.
Koroška
Koroska este o zonă alcatuită din trei văi (Meziška, Dravska și Mislinja) și din trei lanțuri muntoase (Alpii Pohorje, Karavanke Savinjske). Are aproape 74.000 de locuitori pe o suprafață de 1.000 km2. Marile orașe sunt Slovenj Gradec și Ravne na Koroškem, amândouă cu aproximativ 8.000 de locuitori. Regiunea este bogată în resurse naturale, însa și turismul este dezvoltat, având drept atracții Peca și Raduha. 
Štajerska

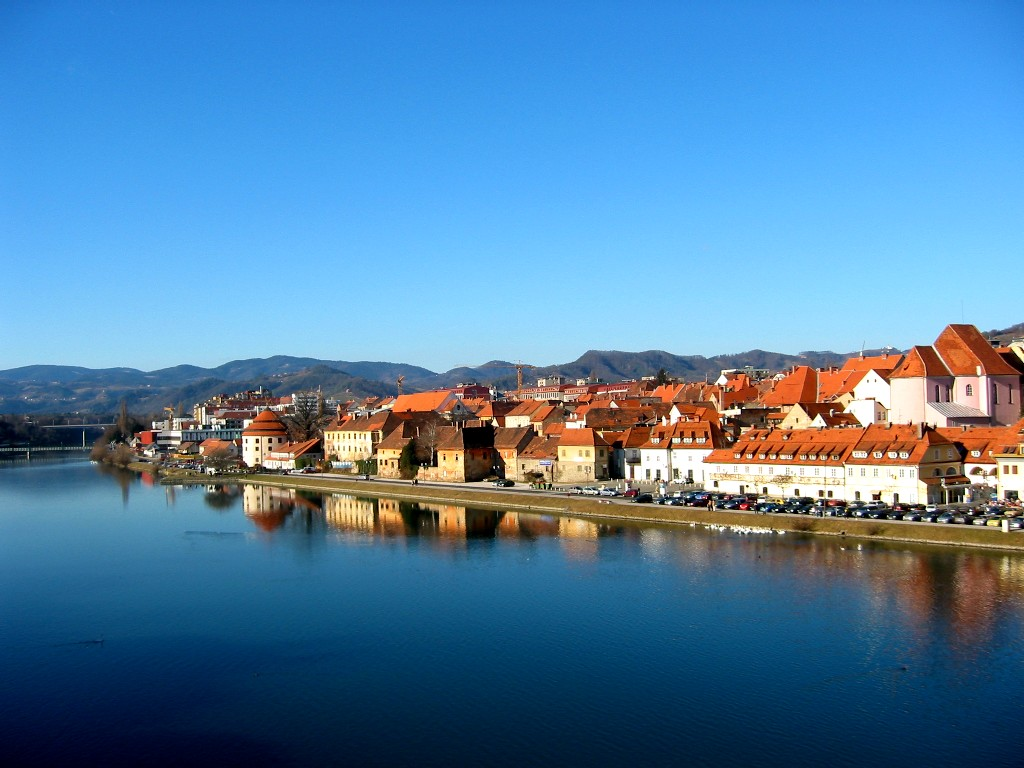
Maribor

Štajerksa este regiunea cu cea mai bogată cultura din Slovenia. Aici se găsește al doielea oraș ca mărime din țară, Maribor, precum și câteva orașe mai mici precum Celje, Ptuj, Velenje. Štajerksa este în mare parte acoperită de păduri, iar relieful este unul deluros. În 1180 regiunea a fost ridicată la rangul de comitat. Dintre personalitățile care au trăit acolo se remarcă Anton Martin Slomšek, care a avut o contribuție majoră la răspândirea limbii prin scrierea mai multor cărți.

## Lacuri
Lacurile reprezintă cea mai mare bogăție naturală din Slovenia. Cele mai multe dintre lacuri pot fi găsite în vestul și nord-vestul țării. Printre ele se numară Lacurile Triglav, Lacul Bled, Lacul Cernika și Lacul Bohinj.

### Lacul Bled

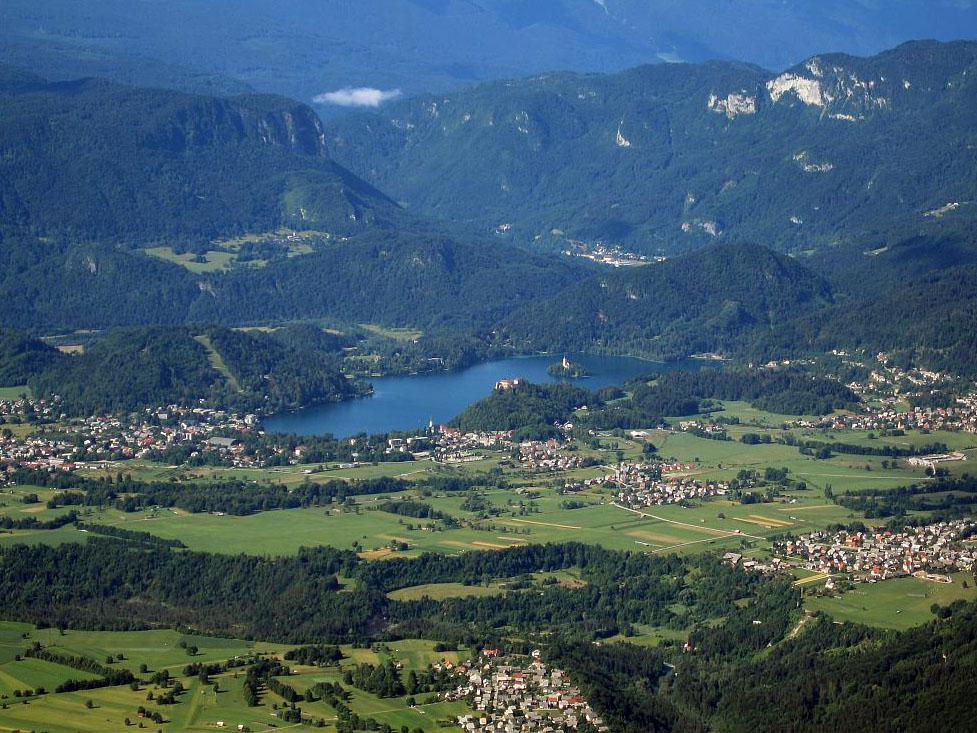
Bled

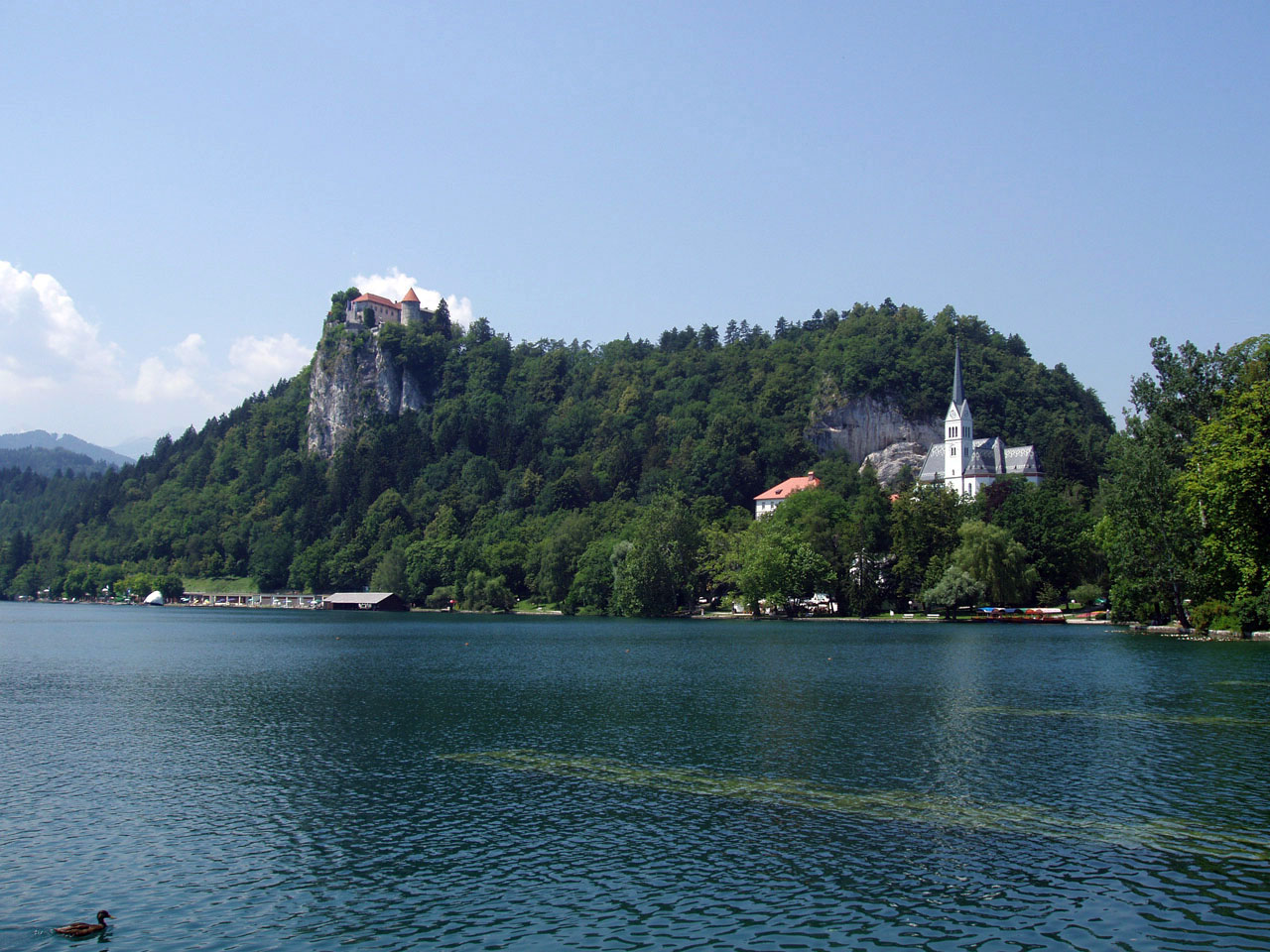
Bled - Castel şi Biserică

Bled este numele unui lac de origine glaciară din Alpii Iulieni, care și-a căpătat denumirea după orașul întemeiat pe malul său. Lacul este înconjurat de munți și păduri. În mijlocul său este o mică insulă unde s-a înălțat o biserică cu hramul Sfintei Maria.

### Lacul Bohinj
Așezat în rezervația naturală Triglav, în mijlocul Alpilor Iulieni, Lacul Bohinj ocupă o suprafață de 6 km2. Este cel mai mare lac permanent din Slovenia.

### Valea Lacurilor Triglav
Valea Lacurilor Triglav are aspect stâncos și este situat în Alpii Iulieni. Valea cuprinde 7 lacuri formate pe suprafețe carstice.

## Rezervații naturale

### Parcul Național Triglav
(Triglavski narodni park)

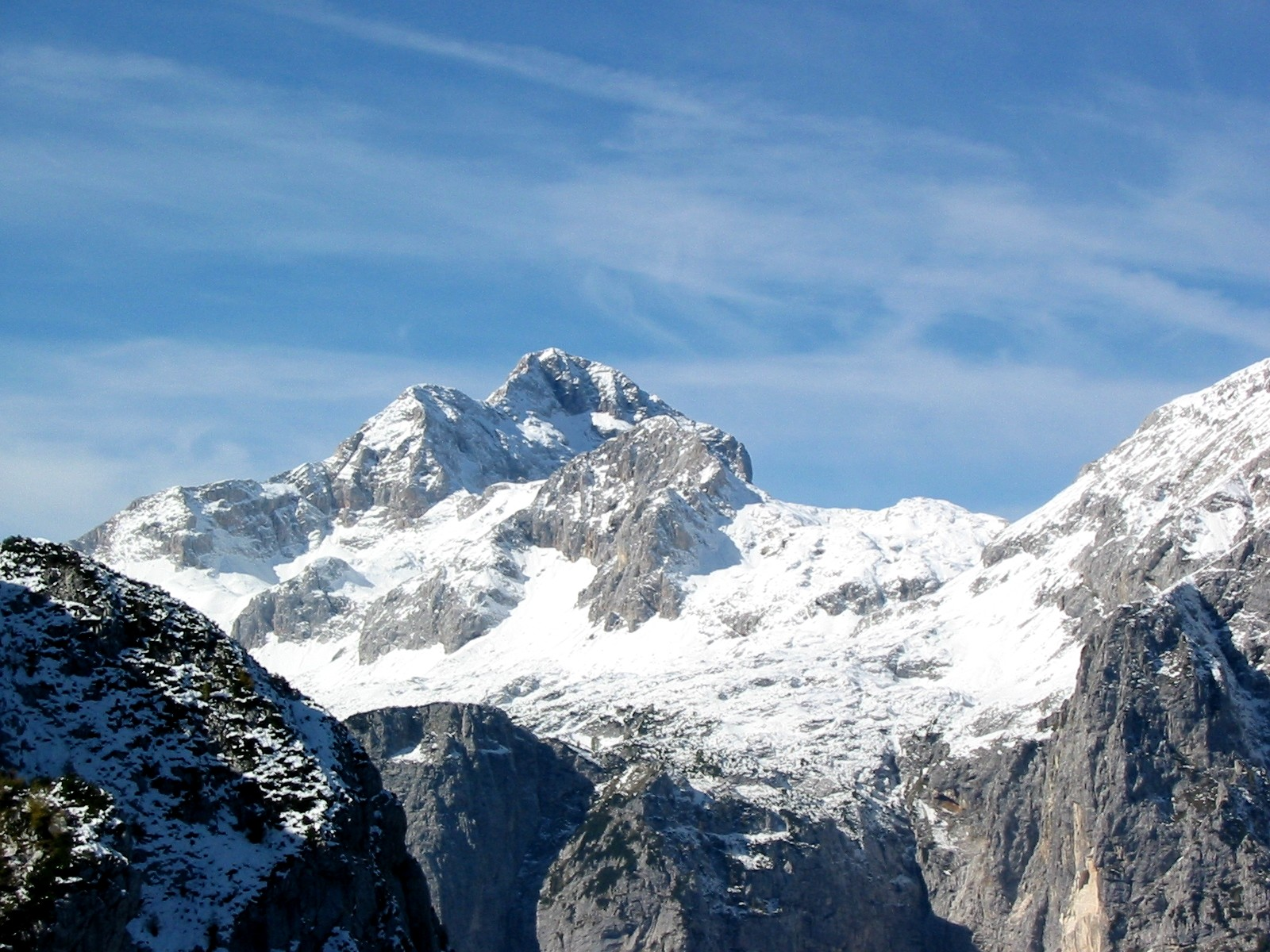
Triglav

Ideea înfințării parcului datează din 1908, dar a fost realizată în 1924. Atunci Slovenia a devenit a cincea țară din Europa care avea parc național. Scopul a fost crearea unei rezervații naturale. Parcul este situat în nord-vestul țării și acoperă 83807 ha din Alpii Iulieni.
Rezervația este bogată în floră și faună, protejând specii rare, care încă mai sunt obiectul de studiu al botaniștilor.
Numele parcului a fost dat dupa denumirea celui mai înalt munte, Triglav (2864 m), aflat aproape în centrul parcului. Vârful Triglav este un simbol al Sloveniei fiind reprezentat pe steagul țării. În Slovenia Triglav înseamnă "Trei Vârfuri".
Originea denumirii sale nu a fost stabilită, Triglav descriind forma muntelui văzută din valea râului Bohinj sau purtând numele unui zeu slav.
Muntele a fost pentru prima oară escaladat la 25 august 1778 Luka Korošec, Matija Kos, Štefan Rožič și Lovrenc Willomitzer la inițiativa lui Sigismund Zois.
Cele mai cunoscute lacuri din rezervație sunt Lacul Bled și Lacurile Triglav.
Alpii Sloveni au ajutat la dezvolatrea alpinismului, care este unul dintre cele mai vechi și mai populare activități din țară. Înființarea Societății Alpine Slovene a avut un rol important în trezirea conștiinței de sine a slovenilor în timpul ocupării Austro-Ungare.
Parcul, de o frumusețe rară, oferă multe activiăți plăcute turiștilor (pescuit, echitație, ski). Se spune că dacă nu mergi la Aljazev Stolp, aflat în vârful muntelui Triglav, nu ești un sloven adevărat. 

### Volcji Potok
Istoria parcului începe cu mult timp în urmă. A fost pentru prima oară menționat în 1689 într-o carte scrisă de Valvasor. În carte este descris un castel ale cărui ruine încă mai există.
Parcul se remarcă printr-o colecție variată de copaci și flori. Locul este vizitat de 70000-1500000 de turiști anual.

## Păduri
În Slovenia, mai mult de 58% din suprafața terestră este acoperită de păduri (1264 ha), clasând-o pe locul trei în rândul celor mai împădurite țări din Europa. Industria lemnului este extrem de dezvoltată.
71% din păduri sunt private, 26% se afla încă în patrimoniul statului, iar 3% sunt deținute de diferite organizații.

## Peșteri
Datorită reliefului cu precădere carstic, Slovenia are 8.500 de peșteri.
Peșterile Postojna
Peșterile Postojna au o lungime de aproape 20 km. Temperatura este constantă, cu o valoare de 8 °C.
Peștera Škocjan
Aceasta se întinde pe 5,8 km. Priveliștea oferită la suprafață este aceea a două văi, separate de un pod natural și peșteră. Dimensiunea holului este probabil cea mai mare din Europa. Râul Reka (cu o lungime de 40 km) parcurge peștera, până la izvorul râului Timav. Peștera Škocjan se află în patrimoniul UNESCO. 
Peșterile Pivka și Crna
Peștera Pivka este mai greu accesibilă, însă aspectul său este mult mai natural decât cel al Crnei. Peretele scobit conduc către adâncul peșterii, care este străbătut de râuri. Spațiul se închide, însă apa își continuă cursul sub roci. Scafandrii au cercetat 400 m din tunelurile inundate, dar cei 2 km care despart peșterile Crna și Pivka de Peștera Planiska nu au fost încă explorați. Peștera Neagră este surprinzătoare nu numai datorită pereților negri, ci și datorită etajării acesteia pe două nivele. Nivelul superior este uscat, pe când cel inferior este străbătut de un râu.
Peștera Planinska
Peștera se află la confluența dintre două râuri (Rak și Pivka) și prezintă numeroase stalagmite și stalactite. Galeriile sunt în mare parte inundate și numai o mică parte din peștera poate fi vizitată. Când nivelul apei scade, partea interioară poate fi vizitată cu barca. Lungimea totală a galeriilor atinge 6 km.